# Улица Рословка
Улица Рословка — улица в Северо-Западном административном округе города Москвы на территории района Митино.

## Происхождение названия
Нынешнее название утверждено 10 сентября 1996 г. приказом № 775.
Раньше улица называлась «Проектируемый проезд».

## Расположение
Улица начинается от улицы Генерала Белобородова и проходит до железной дороги Рижского направления МЖД.

## Организации
- дом 4 — салон красоты «Ажур»
- дом 5 — ФОК «Аквамарин», секция карате «Сюдзин»
- дом 6 — супермаркет «Верный»[3], кальянная «Hookah Place Mitino»
- дом 6, корпус 1 — агентство недвижимости «Высотка»[4]
- дом 6, корпус 2 — Главное Управление Пенсионного фонда РФ № 9 г. Москвы и Московской области
- дом 8, корпус 1 — Лицей № 1564[5][6]

## Транспорт

### Наземный транспорт
На улице расположены остановки: «Бассейн» (в сторону ул. Рословка), «ул. Рословка, 8», «ул. Рословка».
На них останавливаются автобусы:
- 240 «4-й микрорайон Митина —  Пятницкое шоссе —  Митино — ул. Рословка»
- 1095 «ул. Рословка — Красногорск (Ильинский бульвар)»
- С3 «Братцево —  Митино —  Пятницкое шоссе — ул. Рословка»

### Железнодорожный транспорт
В 1,33 км от центра улицы расположена платформа Курского направления МЖД «Пенягино».